# Ipomoea venosa
Ipomoea venosa là một loài thực vật có hoa trong họ Bìm bìm. Loài này được (Desr.) Roem. & Schult. mô tả khoa học đầu tiên năm 1819.